# Диавара, Амаду
Амаду́ Диавара́ (итал. Amadou Diawara; 17 июля 1997 года, Конакри, Гвинея) — гвинейский футболист, опорный полузащитник бельгийского клуба «Андерлехт» и национальной сборной Гвинеи.

## Клубная карьера
В 2014 году Амаду из Гвинеи привезли селекционеры клуба «Сан-Марино». 2 февраля 2015 года в поединке против «Асколи» он дебютировал на поле. В сезоне 2014/2015 годов он провёл 15 матч за первую команду в Серии С1.
В июле 2015 года за 420 тысяч фунтов стерлингов Амаду стал игроком клуба «Болоньей». Издание FourFourTwo также сообщало об интересе «Челси».
22 августа 2015 года в матче против «Лацио» он дебютировал в Серии А, выйдя на 83-й минуте на замену вместо Лоренцо Кризетига. В ходе сезона 2015/2016 появился на поле в 34 матчах. Весной 2016 года сообщалось что им интересуются «Шальке 04» и «Ювентус». В июне 2016 года сообщалось об интересе к игроку со стороны «Валенсии».
26 августа 2016 года Амаду Диавара официально перешёл в итальянский клуб «Наполи».
1 июля 2019 года «Рома» сообщила о приобретении Диавары за 21 млн евро.

## Стиль игры
Выполняет роль классического опорного полузащитника, быстрого и цепкого в отборе. По манере игры сравнивается с Яя Туре. Также игрока сравнивают с Клодом Макелеле и Дидье Зокора.

## Достижения
«Рома»
- Победитель Лиги конференций УЕФА: 2021/22